# Eva Trautmann
Eva Trautmann (* 18. Juni 1982 in Darmstadt) ist eine deutsche Moderne Fünfkämpferin.
Eva Trautmann begann 1997 mit dem Modernen Fünfkampf und startet für den SVMF Darmstadt. Ihren größten Erfolg feierte sie bei der Weltmeisterschaft 2007 in Berlin, wo sie mit Lena Schöneborn und Janine Kohlmann die Silbermedaille im Mannschaftswettbewerb gewann. Im Jahr darauf konnte Trautmann bei der Weltmeisterschaft in Budapest im Einzel nicht das Finale erreichen. Mit der Mannschaft verpasste sie als Vierte eine Medaille. Für die Olympischen Spiele in Peking qualifizierte sich Trautmann dennoch über ihre Position in der Weltrangliste. Mit 952 Punkten startete Trautmann schon schlecht in den Schießwettbewerb und war 34. von 36 Starterinnen. Mit 9 Siegen zu 27 Niederlagen festigte sie in der Gesamtwertung mit dem 33. Rang ihr schlechtes Ergebnis. Als dreizehntbeste Schwimmerin konnte sie sich wieder etwas verbessern, verlor nach dem Reiten als 28. erneut an Boden. Im abschließenden 3000-Meter-Lauf wurde Trautmann 13. und in der Gesamtwertung belegte sie den 29. Platz. Bei der Weltmeisterschaft in London 2009 belegte sie den sechsten Platz.